# Yuri Abramovich Bashmet
Yuri Abramovich Bashmet (tiếng Nga: Юрий Абрамович Башмет, tiếng Ukraina: Юрій Башмет; sanh ngày 24 tháng 1 năm 1953) là một người điều khiển dàn nhạc cổ điển, nhạc sĩ Violin và rất nổi tiếng với cây đàn viola.

## Tiểu sử
Juri Baschmet sinh năm 1953 tại Rostov trên sông Đông trong gia đình của ông Abram Borissowitsch Baschmet và bà Maija Sinowjewna Baschmet, nhũ danh Kritschewer. Bà nội ông Zilia Efimowna, đã từng học ca hát tại nhạc viện, trong khi bà ngoại, Daria Axentjewna, cũng là một ca sĩ hát nhạc Huzul. Sau khi học violin và thành công trong các cuộc thi ông chuyển sang chơi viola. Baschmet bắt đầu học viola vào năm 1971 tại nhạc viện Moskva với Wadim Borissowski. Sau khi Borissowski chết vào năm 1972, ông tiếp tục học với Fjodor Druschinin. Năm 1976, ông đạt hạng nhất trong cuộc thi nhạc quốc tế của đài truyền hình ARD, Đức, và bắt đầu từ đây sự nghiệp quốc tế độc tấu viola.
Hiện tại ông được xem là một trong những nhạc sĩ nhạc cổ điển quan trọng nhất. Nhiều nhà soạn nhạc đã viết nhạc cho ông chơi, trong đó có Sofia Gubaidulina, Gija Kantscheli và Alfred Schnittke.
Từ một vài năm sau này, ông cũng điều khiển dàn nhạc Moskauer Solisten.
Năm 1995, Baschmet được thưởng giải nhạc Léonie-Sonning.